# Nilüfer Hanimsultan
Nilüfer Hanımsultan (turco ottomano: نیلوفر خانم سلطان, "ninfea"; dopo sposata Principessa Niloufer Khanum Sultan Farhat Begum Sahiba, urdu: نیلوفر فرحت بیگم صاحبہ, e soprannominata il Kho-i-noor di Hyderabad, ovvero il diamante di Hyderabad; Istanbul, 4 giugno 1916 – Parigi, 12 giugno 1989) è stata una principessa ottomana, discendente del sultano Murad V, e una principessa indiana per matrimonio, come moglie di Moazzam Jah, figlio dell'ultimo Nizam di Hyderabad Osman Ali Khan, Asif Jah VII.

## Biografia

### Origini
Nilüfer Hanımsultan nacque il 4 giugno 1916 a Istanbul, nel Palazzo Göztepe. Sua madre era Adile Sultan, figlia di Şehzade Mehmed Selaheddin e nipote del sultano ottomano Murad V, e suo padre il suo secondo marito Moralizade Selaheddin Ali Bey. Era la loro unica figlia e rimase orfana di padre a due anni, nel dicembre 1918.
Nel 1924 la dinastia ottomana venne esiliata e lei e sua madre, con altri parenti, si trasferirono a Nizza.

### Matrimonio
Nel 1931 suo zio, Şehzade Osman Füad, fratellastro di sua madre, e sua moglie, la principessa egiziana Kerime Hanım, che si erano occupati dell'educazione di Nilüfer e l'avevano preparata a un matrimonio di pregio, combinarono il suo matrimonio con Moazzam Jah (1907-1987), figlio minore dell'ultimo Nizam di Hyderabad, Mir Osman Ali Khan.
Inizialmente, Moazzam Jah era promesso a un'altra principessa ottomana, Mahpeyker Hanımsultan, una pronipote del sultano Abdülmecid I, che era anche il trisavolo di Nilüfer Hanımsultan, mentre il fratello maggiore di Moazzam, Azam Jah, era promesso sposo alla principessa ottomana Dürrüşehvar Sultan, figlia del califfo Abdülmecid II e lontana cugina di Mahpeyker e Nilüfer.
Şehzade Osman Füad e sua moglie, allora, organizzarono un ricevimento a cui invitarono Moazzam Jah e si assicurarono di presentargli Nilüfer, giudicata la principessa ottomana più bella e affascinante della sua generazione. Moazzam, affascinato, insistette per rompere immediatamente il suo fidanzamento per sposarla.
Il matrimonio, insieme a quello di Dürrüşehvar Sultan, venne celebrato il 12 novembre 1931 a villa Carabacel, a Nizza, e officiato da Mehmed Şerif Pasha, marito di Emine Sultan, sorellastra di Abdülmecid II. I due principi indiani, arrivati da Londra, soggiornarono all'Hotel Negresco. Nilüfer aveva all'epoca 15 anni. Dopo la cerimonia religiosa il rito civile fu portato a termine al consolato britannico, dove venne firmato il contratto che garantiva a Nilüfer, in caso di divorzio o vedovanza, un'eredità di 75.000 dollari.
Il doppio matrimonio fu seguito con attenzione dalla stampa, che pubblicò numerose foto con titoli del tipo Le mille e una notte o Il matrimonio mussulmano.
Per aver organizzato il matrimonio, Osman Füad ricevette ogni anno 25.000 sterline, fino al 1952.
Dopo il matrimonio, Nilüfer assunse la titolatura indiana del marito e la traslitterazione indiana del suo nome, ovvero Principessa Niloufer Khanum Sultan Farhat Begum Sahiba, principessa dell'impero ottomano.
Le due coppie passarono la luna di miele a Venezia e il 12 dicembre salparono per l'India a bordo del transatlantico Pilsna. Insieme a loro andarono anche le loro madri e un'ostetrica francese. Sulla stessa nave viaggiava anche il Mahatma Gandhi, di ritorno in India dopo la Seconda Conferenza della Tavola Rotonda a Londra. Il Mahatma fece conoscenza con le principesse e insegnò loro a indossare il sari, l'etichetta prevista davanti al Nizam e altre cose utili sulla cultura indiana.
Sbarcati a Bombay, proseguirono in treno per Hyderabad, dove ricevettero un'accoglienza sontuosa. Dopo un lussuoso banchetto il 4 gennaio 1932 a Palazzo Chowmahalla, le due coppie si stabilirono nei loro palazzi.
Nilüfer e Moazzam vissero a Hill Fort su Naubhat Pahad. I primi tempi furono molto felici: Moazzam adorava Nilüfer e non smetteva mai di dipingerla e fotografarla.

### Vita pubblica
Nilüfer e sua cugina Dürrüşehvar, istruite alla maniera occidentale e molto sofisticate, portarono una ventata di novità alla corte indiana, che ispirò le altre donne della famiglia e dell'India. Nilüfer era l'unica donna che si rivolgeva al Nizam come "padre" o addirittura "papà", quando anche le figlie lo chiamavano col titolo formale di "Sarkar" (Altezza).
Mentre sia la cultura ottomana che, ancora di più, quella indiana prediligevano per le donne una vita ritirata, Nilüfer si distinse per la sua libertà. Lasciava spesso la zenana (l'equivalente dell'harem ottomano o del gineceo greco) per frequentare cocktail party, feste, ricevimenti e altri eventi. Faceva anche parte dell'esclusivo club femminile Lady Hydari Club. Occasionalmente era accompagnata dal marito o dal suocero.
Portava raramente il velo, compariva spesso sulle riviste e sui giornali e venne inclusa fra le 10 donne più belle del mondo. Presto la stampa la soprannominò il Kho-i-noor di Hyderabad, il diamante di Hyderabad, dal nome del famoso Koh-i-noor.
Il suo stile di vita e la sua personalità le valsero la fama di progressista per i diritti delle donne.
Nilüfer è stata anche per lungo tempo la Presidente del Capitolo di Hyderabad della Indian Women Conference (IWC), ente nazionale fondato da Margaret E. Cousins. Padmaja Naidu, figlia di Sarojini Naidu e grande amica di Nilüfer a Hyderabad.
Durante la seconda guerra mondiale, si formò come infermiera e aiutò nei soccorsi.

#### Ospedale Niloufer
Nel 1949 una delle ancelle di Nilüfer, Rafatunnisa Begum, morì di parto a causa della mancanza di strutture mediche femminili. Afflitta, Nilüfer ne parlo con il suocero e poco dopo, a Red Hills, nacque un ospedale a suo nome, specializzato nella cura di donne, neonati e bambini. L'Ospedale Niloufer è attivo ancora oggi ed è diretto da Himayat Ali Mirza, nipote di Moazzam Jah dalla sua seconda moglie.

### Divorzio
Nilüfer, malgrado i numerosi tentativi e le cure mediche in Europa e in America, non riusciva a concepire, mentre Dürrüşehvar aveva avuto due figli in cinque anni. La mancanza di figli la feriva profondamente e alla fine distrusse il suo matrimonio.
Infatti, nel 1948, dopo diciassette anni di matrimonio, Moazzam Jah prese una seconda moglie, Razia Begum, che nel giro di un anno mise al mondo una figlia, seguita da altre due in altrettanti anni. Da una terza moglie, Anwari Begum, ebbe anche il desiderato figlio maschio. Sconvolta, Nilüfer torno in Francia da sua madre e quattro anni dopo, nel 1952, divorziò ufficialmente.
A trentasei anni era ancora bellissima. Attirava l'interesse della stampa e le furono offerti molto ruoli cinematografici, che però rifiutò sempre.
Nel 1954 aiutò sua cugina Dürrüşehvar Sultan a ottenere il permesso di seppellire suo padre, il califfo Abdülmecid II, a Istanbul o a Hyderabad come suo desiderio. Entrambi i luoghi negavano il permesso, così Nilüfer contattò un suo vecchio amico, Malik Ghulam Muhammad, che era stato nel governo del Nizam e allora era governatore generale del Pakistan. Malik si rivolse a Saud bin Abdulaziz Al Saud, Re dell'Arabia Saudita, che accettò di seppellire il califfo nelle sue terre.

### Secondo matrimonio
Il 21 febbraio 1963, a Parigi, Nilüfer sposò Edward Julius Pope Jr.
Di tre anni più giovane di lei, era il figlio di Edward Julius Pope (1897–1955) e Mary Allaway Pope (1897–1980), e lavorava come diplomatico, affarista, sceneggiatore e produttore cinematografico.
Dopo la morte di Nilüfer, progettò di produrre un docu-film su di lei usando le sue foto e le sue carte.

### Morte
Nilüfer Hanımsultan morì a Parigi il 12 giugno 1989 e venne sepolta nel cimitero di Bobigny.
Suo marito rientrò in America, a Washington, dove sposò una sua vecchia compagna di studi, Evelyn Maddox, nel 1990, per poi morire 5 anni dopo.
I beni di Nilüfer, compresa la sua notevole collezione di sari, furono donati dalla famiglia Pope a diversi musei e altri enti culturali, a cui la seconda moglie di Edward Pope fece regolarmente donazioni, insieme ad altri enti benefici.

## Onorificenze
- Georgia: Ordine dell'Aquila di Georgia e della Tunica di Nostro Signore Gesù Cristo